# Oh! Rebuceteio
Oh! Rebuceteio é um filme brasileiro de 1984 dirigido por Cláudio Cunha com trilha sonora de Zé Rodrix. É uma mistura de Oh! Calcutta com A Chorus Line, cujo título chamativo faz a mistura da palavra "Rebu" (uma grande confusão) com um dos nomes populares do órgão sexual feminino. Foi um dos primeiros filmes de sexo explícito no Brasil, com grande parte das cenas de sexo sendo feitas sem simulação.

## Sinopse
O filme retrata os ensaios de uma peça teatral na qual a metodologia usada pelo diretor é a libertação dos sentidos,[carece de fontes?] por ele denominada de "metapráxis". Nestes ensaios, os jovens atores farão de tudo para disputar o papel principal. O método "metaprático", baseado em improvisos e laboratórios, gera conflitos entre o diretor, Nenê Garcia, e os demais envolvidos na produção.

## Elenco
- Ronaldo Amaral....."falso carteiro"
- Elizabeth Bacelar....Celeste (a loira), amiga de Letícia
- Eleni Bandettini ... Letícia
- Jayme (Jaime) Cardoso ... Victor
- Cláudio Cunha ... Nenê Garcia
- Cleide Cunha......amiga de Letícia (a morena)
- Raul Escudero Filho....fotógrafo Dilmar Guerra
- Lia Farrel...... A mãe de Letícia
- Inês Kalafi......jornalista
- Vinicius Kruger ...Bebeto/"Urso de Pelúcia"
- Ruy Leal.....o produtor Dr. Napoleão Mendes
- Wagner Maciel....ator da cena sadomasoquista
- Débora Muniz....atriz da cena do ataque do falso carteiro
- Peri Ornellas ...
- Pedro Perurena	...
- Carlos Pessoa
- Paulo Prado
- Ilga Prata
- Riett......ator do grupo de Victor
- José Luiz Rodi.....Assistente Fontana
- Júlia Savasse (tb Savassi e/ou Devassi).....Dominatrix
- Maria Teixeira	... falsa beata na cena com o "padre"
- Tonhão.... o faxineiro